# Samm Levine

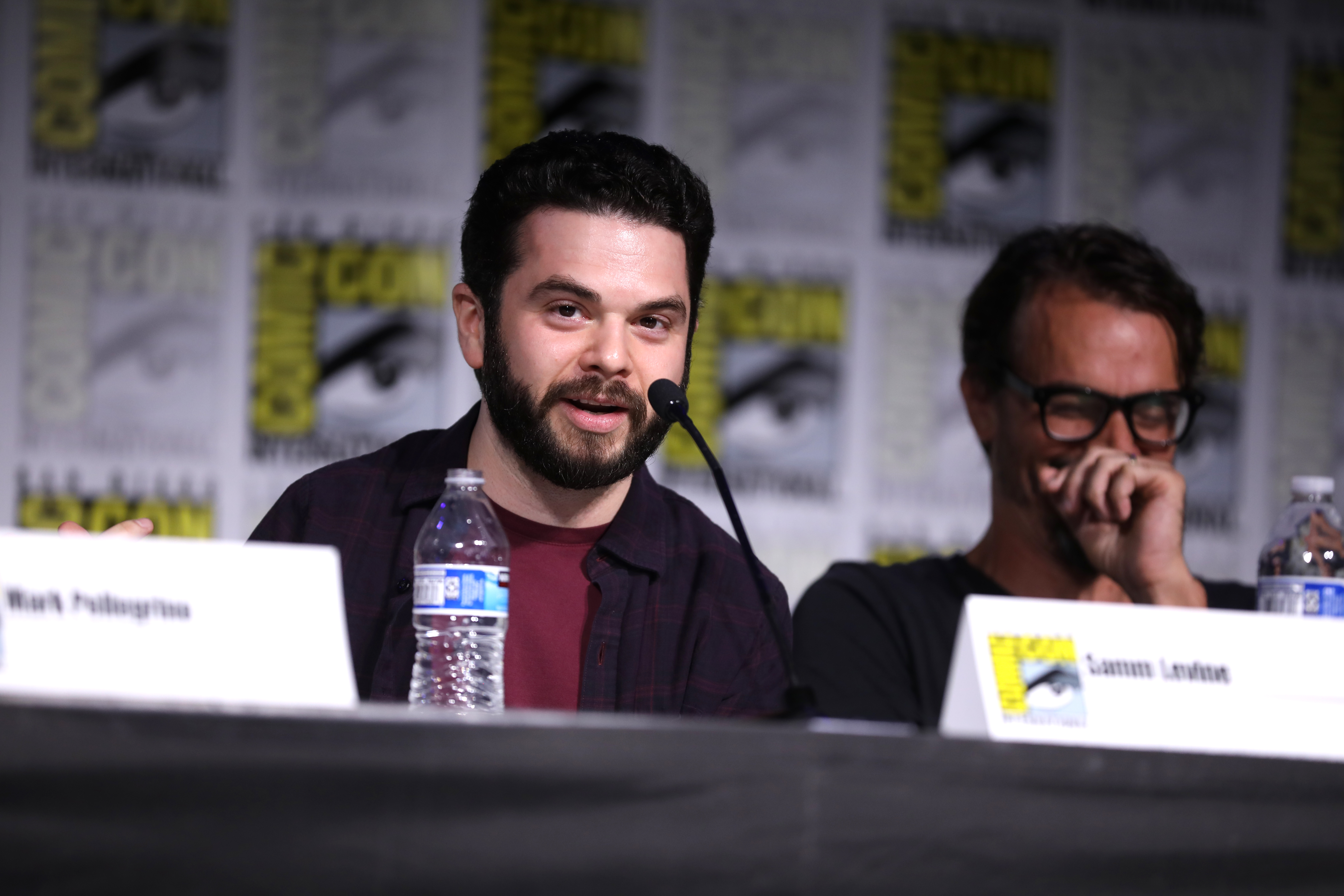
Samm Levine (2023)

Samuel „Samm“ Franklin Levine (* 12. März 1982 in Chicago, Illinois) ist ein US-amerikanischer Schauspieler.

## Filmografie (Auswahl)

### Filme
- 2001: Nicht noch ein Teenie-Film! (Not Another Teen Movie)
- 2003: Almost Legal – Echte Jungs machen’s selbst (After School Special)
- 2004: Club Mad (Club Dread)
- 2006: Pulse – Du bist tot, bevor Du stirbst
- 2007: Sydney White – Campus Queen (Sydney White)
- 2009: Inglourious Basterds
- 2012: Columbus Circle

### Fernsehserien
- 1999–2000: Voll daneben, voll im Leben (Freaks and Geeks)
- 2000: Ed – Der Bowling-Anwalt (Ed)
- 2001: Mister Funky – Die Steve-Harvey-Show
- 2001: American Campus – Reif für die Uni? (Undeclared)
- 2002: Meine Familie – Echt peinlich (Maybe It's Me)
- 2002–2004: Fillmore! (Stimme)
- 2003: Regular Joe
- 2004: Life As We Know It
- 2005: How I Met Your Mother
- 2005–2006: Still Standing
- 2006: My Name Is Earl
- 2006: Veronica Mars
- 2011: Modern Family
- 2011–2012: Breaking In
- 2013: Liv und Maddie
- 2013: Do No Harm
- 2014: Warehouse 13
- 2017: Hawaii Five-0
- 2021: The Neighborhood

## Trivia
- Samm Levine wuchs in Fort Lee (New Jersey) auf.
- Da in seiner Schauspielerinnung schon ein Schauspieler unter dem Namen Sam Levine aufgeführt war, hängte er seinem Vornamen ein zusätzliches m an.